# De Dageraad (televisieserie)
De Dageraad was een 26-delige Nederlandse dramaserie op RTL 4, over de beslommeringen rond de familie Maasland, het personeel op de redactie van het dagblad De Dageraad en de bemoeienissen van de bestuursleden met het dagblad.

## Verhaal
De serie vertelt het verhaal van de familie Maasland. Grootvader Gejo (Gerard) Maasland heeft de krant De Dageraad in de oorlog opgericht. Gejo woont in het familiehuis met zijn zus Henriëtte. Niets lijkt te ontbreken in deze familie. Geld, macht en aanzien is er genoeg. Maar de familie kent veel geheimen en intriges. Zo duikt een van de zonen van Gejo, Hans Maasland, na 10 jaar verdwijning weer op. De (ex)vrouw van Hans, Eva woont in Italië. Nu Hans weer ten tonele is verschenen, komt Eva terug. Eva en Hans hebben 2 zonen: Marc en Guido. Marc is de oudste zoon van Hans en Eva. Hij is redacteur bij de krant. Marc is gescheiden van Maya Klooster. Samen hebben zij 2 kinderen: Martijn en Eva jr. Guido is de jongste zoon van Hans en Eva. Guido maakt liever het geld van zijn familie op dan dat hij er zelf voor gaat werken. Een charmeur, die goed ligt bij de vrouwen.
Daarnaast zien we het personeel en directieleden van de krant. Trudy van Traa is directiesecretaresse. In het verleden heeft zij een verhouding gehad met Hans Maasland. Zij heeft een zoontje, genaamd Paul. Hans is de vader van Paul. Tijdens de serie krijgt Trudy een relatie met sportverslaggever Henk van Heek. Naast sport is het bespelen van zijn trompet een grote hobby (passie). De ergernis bij zijn collega's zorgt voor een komische noot in deze serie. Roos Verkuyl is verslaggeefster voor De Dageraad. Zij is de beste vriendin van Trudy. Ook zij heeft een verhouding gehad met een Maasland: Marc.
Josephine Taylor is roddeljournaliste bij De Dageraad. In het verleden heeft zij een verhouding gehad met oprichter Gejo Maasland. De uit Polen afkomstige Jadwiga Kempinska is fotografe en heeft een verhouding gehad met Marc Maasland. Haar verblijfsvergunning is niet goed geregeld, wat voor de nodige problemen zorgt. Jan-Willem Duyker is de hoofdredacteur van De Dageraad. Hij heeft een verhouding gehad met Maya, de (ex-)vrouw van zijn collega en vriend Marc Maasland. Albert de Booy is een jolige en discrete medewerker. Hij verzorgt de indeling van de krant en maakt de personeelsroosters.
Sjoerd de Vries is ook een journalist bij De Dageraad. Hij wordt vergezeld door zijn stagiaire Desirée Knecht. Willem de Jong is politie-journalist bij De Dageraad. Willem heeft hartproblemen, maar lust ook graag een borrel. Dit zorgt voor de nodige problemen.
Ook maken we kennis met directieleden van Maco. Dat staat voor het Maasland Concern. Alle Maasland-familieleden hebben aandelen in dit concern dat o.a. het beheer voert over het dagblad De Dageraad. Hans Hoogstra is financieel directeur en medewerker bij MaCo. Hans Hoogstra heeft geld gestolen bij MaCo voor een operatie en verblijf voor zijn zieke vrouw. Roelof Duymar-Twist is de president-directeur. Zijn manier van zaken regelen is niet altijd even transparant. Hendrik Ruding bekijkt namens MaCo hoe het eraan toe gaat bij De Dageraad. Hendrik is kind aan huis bij de familie Maasland. Dit vertrouwen zal hij in de serie misbruiken.

## Rolverdeling
Hoofdrollen:
- Carolien van den Berg - Trudy van Traa
- Yoka Berretty - Josephine Taylor
- Filip Bolluyt - Hans Hoogstra
- Roel Bos - Hans Maasland
- Kees Coolen - Albert de Booy
- Merlijn David - Paul van Traa (Maasland)
- Sasia Deck - Jadwiga Kempinska
- Trees van der Donck - Henriëtte Maasland
- Bert van den Dool - Jan-Willem Duyker
- Bernard Droog - Gejo (Gerard) Maasland
- Paul van Gorcum - Roelof Duymar Twist
- Hugo Haenen - Marc Maasland
- Cees Heyne - Hendrik Ruding
- Klaas Hulst - Sjoerd de Vries
- Ike Krijnen - Martijn Maasland
- Moniek van Male - Roos Verkuyl
- Gertrude Mulder - Maya Klooster
- Loulou Rhemrev - Desirée Knecht
- Harry van Rijthoven - Henk van Heek
- Joep Sertons - Guido Maasland
- Jaap Stobbe - Willem de Jong
- Henny Weel - Eva Maasland-Tournier
- Helle de Winter - Eva Maasland jr.

Gastrollen:
- Nico Drost - Heinzius
- Stan Limburg - stagiaire
- Guy Sonnen - Wouter van der Wal
- Yvonne Toeset - Elly
- Roland Alexander - Juan
- Paul Horsman - Joost
- Tjerk Risselada - Henny
- Dick Rienstra - rechercheur Kamphuis
- Henk Strijbos - Leo Vermaning
- Ruud Drupsteen - mr. P. van Eeden
- Helen Kamperveen - Paola Hoogstra
- Peter Smits - Simon Huistra
- Hein Dop - Cor Bisseling
- Tom de Jong - autoverkoper
- Corinne van Egeraat - receptioniste
- Leo de Nijs - verhuizer
- Martin Versluys - Paul Fransen
- Thijs Feenstra - Van Dongen
- Johan Ooms - Jaap Dijkgraaf
- Henk van Efferen - arts
- Els Wenink - Coby de Jong
- Guus Dam - Jan Vis
- Peter Broekaert - portier
- William Strik - Karel
- Ron Goudsmit - redactielid (afl. 26)[1]

### Trivia
- De serie is door RTL 4 nog weleens herhaald tijdens de zomerstop van Goede tijden, slechte tijden.
- Sinds 2011 is de serie (tegen betaling) terug te zien via de website van RTL Nederland.
- De Dageraad is (nog) niet uitgebracht op dvd.
- Eind 2011/begin 2012 is de serie te zien op NostalgieNet.